# Henry Wahl
Henry Wahl (9. března 1915 Odda – 13. října 1984 Trondheim) byl norský rychlobruslař.
Závodně bruslil již ve 30. letech 20. století, na velkých mezinárodních závodech se poprvé představil v roce 1946, kdy startoval na neoficiálním Mistrovství Evropy. Zúčastnil se Zimních olympijských her 1948 (10 000 m – závod nedokončil), o několik týdnů později vybojoval bronzovou medaili na Mistrovství světa. Dalšího úspěchu dosáhl na Mistrovství Evropy 1951, kde rovněž získal bronz. Poslední závody absolvoval v roce 1952.